# Erin Chambers

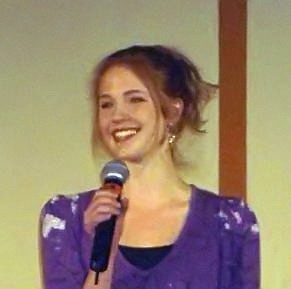
Erin Chambers (2007)

Erin Chambers (* 24. September 1979 in Portland, Oregon) ist eine US-amerikanische Schauspielerin die durch ihre Rolle der Siobhan McKenna in der Seifenoper General Hospital einem größeren Publikum bekannt wurde.

## Leben
Während der Highschool spielte sie Theater und Musik. Sie schloss die Brigham Young University mit einem Bachelor of Fine Arts in Schauspielerei. Erin Chambers ist seit dem 21. Dezember 2002 mit ihrem Ehemann Carson McKay verheiratet, mit dem sie in Los Angeles lebt. Im Jahr 1995 spielte sie in dem Familienfilm Free Willy 2 – Freiheit in Gefahr mit, ihre Rolle wurde aber nicht im Abspann erwähnt. Im gleichen Jahr sprach sie eine Rolle in dem japanischen Zeichentrickfilm Stimme des Herzens – Whisper of the heart sowie Meine Nachbarn die Yamadas und Das Königreich der Katzen. Im Jahr 1999 spielte sie die Hauptrolle in dem Fantasyfilm Don’t Look Under the Bed. Anschließend folgten Gastauftritte in Fernsehserien wie Die himmlische Joan, CSI – Den Tätern auf der Spur, Veronica Mars, Emergency Room – Die Notaufnahme, Without a Trace – Spurlos verschwunden, Medium – Nichts bleibt verborgen, Cold Case – Kein Opfer ist je vergessen und Ghost Whisperer – Stimmen aus dem Jenseits, bevor sie einem größeren Publikum durch die Rolle Siobhan McKenna aus der Soap General Hospital bekannt wurde. Dabei verkörperte Chambers die Rolle in 120 Folgen. Sie erhielt in der Komödie The Single 2nd Ward die Hauptrolle neben Kirby Heyborne, die 2007 erschien. Im Jahr 2012 folgten zwei Auftritte in den Serien Castle und The Glades.
Chambers heiratete Carson McKay im Dezember 2002. Das Paar hat einen Sohn, Roan, geboren am 2. Juni 2016, und die 2018 geborene Tochter Lilian Mae.

## Filmografie (Auswahl)
- 1995: Stimme des Herzens – Whisper of the heart (耳をすませば, Mimi o Sumase ba, Sprechrolle)
- 1995: Free Willy 2 – Freiheit in Gefahr (Free Willy 2: The Adventure Home)
- 1999: Die Rückkehr der vergessenen Freunde (Don’t Look Under the Bed)
- 1999: Meine Nachbarn die Yamadas (ホーホケキョとなりの山田くん, hōhokekyo tonari no yamada-kun, Sprechrolle)
- 2002: Das Königreich der Katzen (猫の恩返し, Neko no Ongaeshi, Sprechrolle)
- 2004: Stargate Atlantis (Fernsehserie, 3 Episoden)
- 2004: Die himmlische Joan (Joan of Arcadia, Fernsehserie, Episode 1x21 Vanity, Thy Name Is Human)
- 2004: CSI – Den Tätern auf der Spur (CSI: Crime Scene Investigation, Fernsehserie, Episode 4x19 Bad Words)
- 2004–2008: Zeit der Sehnsucht (Days of Our Lives, Fernsehserie, 4 Episoden)
- 2005: Veronica Mars (Fernsehserie, Episode 1x17 Kanes and Abel’s)
- 2006: Emergency Room – Die Notaufnahme (ER, Fernsehserie, Episode 12x18 Strange Bedfellows)
- 2007: The Single 2nd Ward
- 2007: Heber Holiday
- 2008: The Errand of Angels
- 2008: Without a Trace – Spurlos verschwunden (Without a Trace, Fernsehserie, Episode 6x12 Article 32)
- 2009: Medium – Nichts bleibt verborgen (Medium, Fernsehserie, zwei Episoden)
- 2009: Cold Case – Kein Opfer ist je vergessen (Cold Case, Fernsehserie, Episode 7x01 The Crossing)
- 2010: Ghost Whisperer – Stimmen aus dem Jenseits (Ghost Whisperer, Fernsehserie, Episode 5x18 Dead Eye)
- 2010–2011: General Hospital (Fernsehserie, 122 Episoden)
- 2012: Castle (Fernsehserie, Episode 4x18 A Dance with Death)
- 2012: The Glades (Fernsehserie, Episode 3x09 Islandia)
- 2013: Schatten der Leidenschaft (The Young and the Restless, Fernsehserie, 19 Episoden)
- 2013: Navy CIS: L.A. (Fernsehserie, Episode 4x14 Kill House)
- 2014: Rizzoli & Isles (Fernsehserie, Episode 5x01 Andere Umstände)
- 2014: Reckless (Fernsehserie, Episode 1x03 Notwehr)
- 2015: Finding Carter (Fernsehserie, 5 Episoden)
- 2018: Akte X – Die unheimlichen Fälle des FBI (The X-Files, Fernsehserie, Episode 11x08 Familar)
- 2018: The Amendment